# 서울체육중학교
서울체육중학교(서울體育中學校)는 대한민국 서울특별시 송파구 방이동에 있는 공립 중학교이다.

## 학교 연혁
- 1971년 1월 13일 : 교육법 제85조에 의하여 서울 체육학교 설립인가
- 1971년 2월 3일 : 초대 김성수 교장 취임
- 1971년 3월 20일 : 개교 및 제1회 신입생 입학식(남여 210명)
- 1973년 6월 4일 : 서울체육중학교 설립인가(3학급 150명)
- 1974년 1월 12일 : 서울체육중학교 제1회 졸업
- 1976년 2월 28일 : 서울체육중학교 설립인가 취소
- 1981년 10월 28일 : 서울체육중학교 설립 재인가(학년당 1학급 남녀 60명)
- 1994년 6월 17일 : 서울체육중학교 설립인가 재취소
- 2003년 7월 10일 : 서울체육중학교 설립 재인가(1학급 30명)
- 2022년 9월 1일 : 제17대 조용훈 교장 취임
- 2023년 1월 3일 : 서울체육중학교 제35회 졸업(53명)

## 참고 자료
- 서울체육중학교 - 한국교육학술정보원 학교알리미